# Коджола
Ко̀джола (на италиански: Coggiola; на пиемонтски: Cògiola) е село и община в Северна Италия, провинция Биела, регион Пиемонт. Разположено е на 450 m надморска височина. Населението на общината е 2025 души (към 2010 г.).